# Liste von Höhlen auf den Azoren
Die Liste von Höhlen auf den Azoren umfasst die Bedeutsameren der zahlreichen Höhlen auf den zu Portugal gehörigen Azoren. Sie sind mit ganz wenigen Ausnahmen vulkanischen Ursprungs. Die Liste ist nach den Inseln geordnet.

## Corvo
- Gruta da Ponta do Marco

## Faial
- Furna das Cabras
- Furna Ruim
- Gruta da Rua do Algar
- Gruta das Anelares
- Gruta do Cabeço do Canto
- Gruta do Cruzeiro
- Gruta do Luís Pereira
- Gruta do Parque do Capelo
- Gruta dos Covões

## Flores
- Furna Jorge
- Gruta do Galo
- Gruta dos Enxaréus

## Graciosa

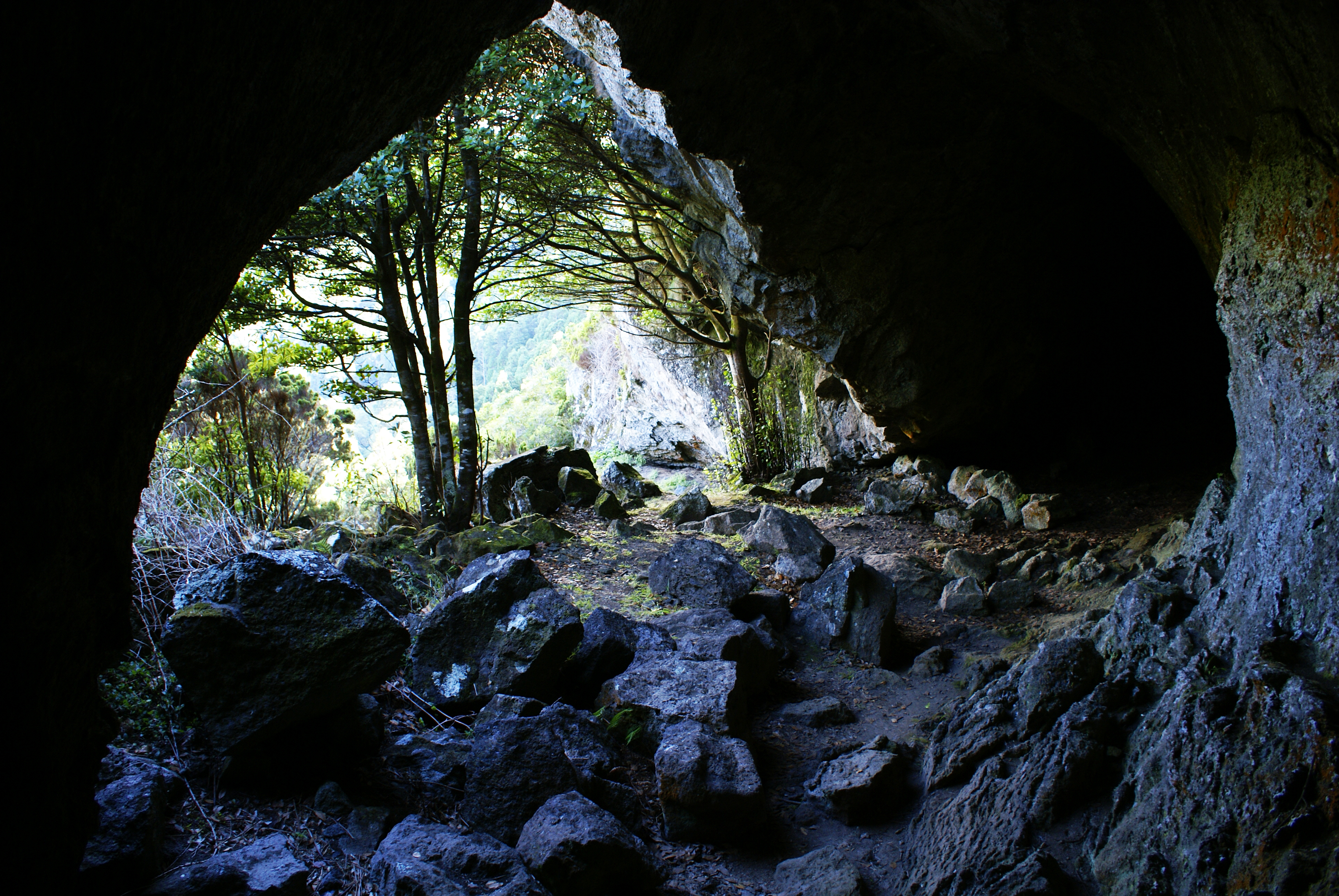
Eingang zur Furna da Maria Encantada auf Graciosa

- Caldeirinha de Pêro Botelho
- Furna d' Água
- Furna da Labarda
- Furna da Lembradeira
- Furna da Maria Encantada
- Furna da Urze
- Furna da Vizinha
- Furna de Manuel de Ávila
- Furna do Abel ou de Lavar
- Furna do Anel
- Furna do Calcinhas
- Furna do Canto
- Furna do Cão
- Furna do Cardo
- Furna do Cavalo
- Furna do Dragoeiro
- Furna do Enxofre
- Furna do Gato
- Furna do Linheiro
- Furna do Luís
- Furna do Moinho
- Furna do Queimado
- Furna do Vermelho
- Furna dos Bolos
- Furna Furada
- Galeria do Forninho
- Gruta de São José
- Gruta do Bom Jesus
- Gruta do Manhengo

## Pico

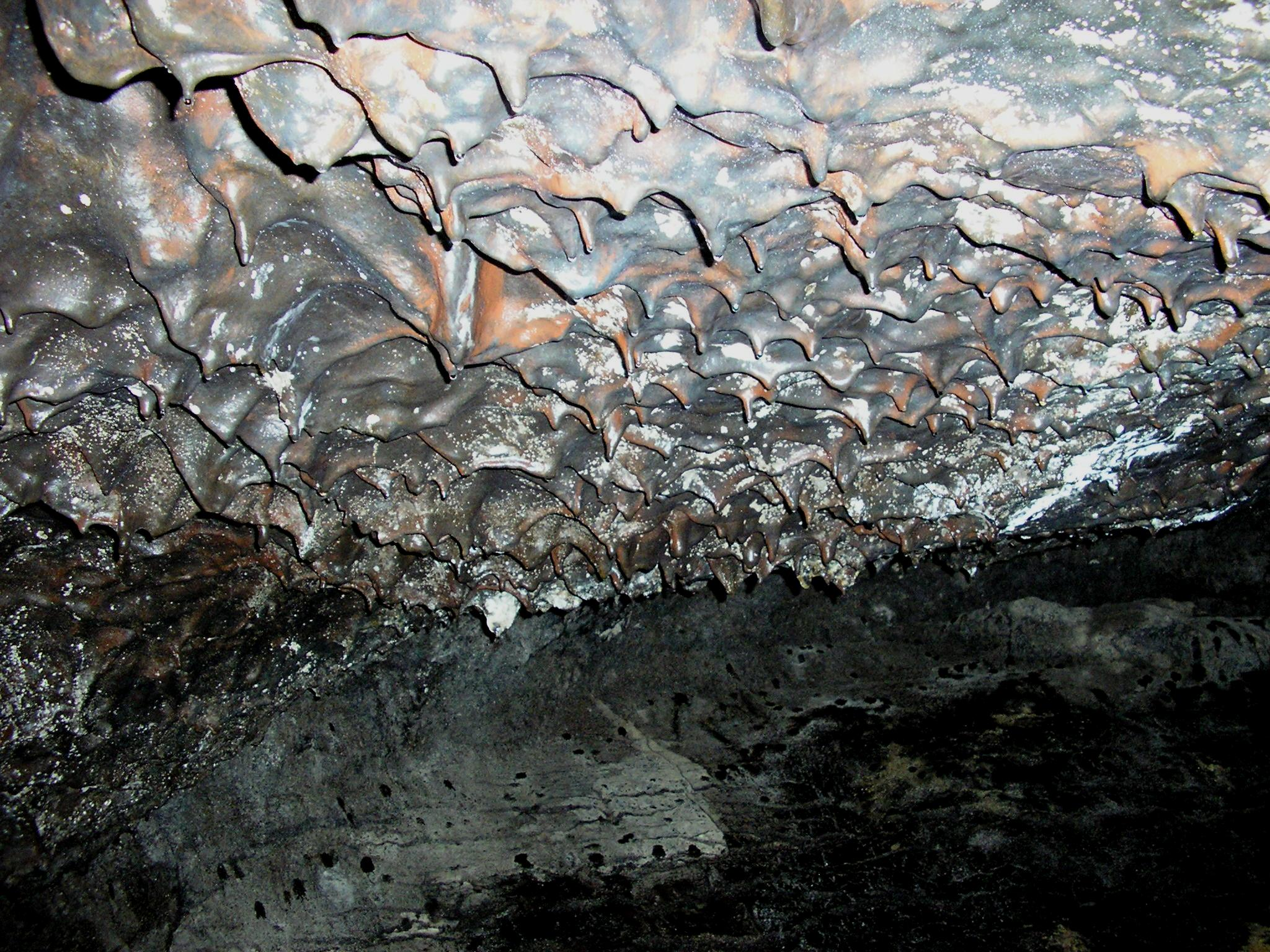
Dach einer der Lavaröhren der Gruta das Torres

- Algar da Bagacina
- Algar da Furna do Abrigo
- Algar das Hortelãs
- Algar do Cabeço da Negra
- Algar do Cabeço da Serreta
- Algar do Cabeço do Dório de Baixo
- Algar do Cabeço do Dório de Cima
- Algar do Caixeiro
- Algar do Caralhoto da Montanha
- Algar do Chicharro
- Algar do Lanchão
- Algar do Tambor
- Algar do Tamusgo
- Algar dos Burros
- Algar dos Caralhotos
- Algar dos Terreiros
- Algar dos Túneis
- Algar/Gruta das Silvas
- Algar/Gruta do Alto do Morais
- Algar/Gruta do Cabeço Bravo
- Algar/Gruta do Canto da Serra
- Algar/Gruta do Cogumelo
- Algar José da Silva
- Algares do Miradouro
- Fenda dos Frisos
- Furna da Água
- Furna da Baliza
- Furna da Laje
- Furna da Miragaia
- Furna da Prainha do Galeão
- Furna da Queimada
- Furna da Sapateira
- Furna das Barbeiras
- Furna das Cabras (mar) I
- Furna das Casas
- Furna das Casas Velhas
- Furna das Pombas
- Furna de Henrique Maciel
- Furna do Carregadouro
- Furna do Frei Matias
- Furna do Frei Matias Troço II
- Furna do Frei Matias Troço III
- Furna do Frei Matias Troço IV
- Furna do Lemos
- Furna do Manuel José de Lima
- Furna do Outeiro
- Furna do Tirana
- Furna do Zé Capote
- Furna dos Frades
- Furna dos Mendonças
- Furna dos Vimes
- Furna Nova I
- Furna Nova II
- Furna Vermelha
- Gruta da Agostinha
- Gruta da Baixa da Ribeirinha
- Gruta da Barca (Candelária)
- Gruta da Barca (Madalena)
- Gruta da Canada da Prainha
- Gruta da Cisterna
- Gruta da Estrada Longitudinal I
- Gruta da Estrada Longitudinal II
- Gruta da Pia
- Gruta da Ponte
- Gruta da Ribeira do Fundo
- Gruta da Ribeira dos Bodes
- Gruta da Ribeirinha
- Gruta da Tia Adelaide
- Gruta da Transversal
- Gruta da Travessa do Queimado
- Gruta das Almas
- Furna das Cabras (terra) II
- Gruta das Canárias
- Gruta das Cascatas
- Gruta das Laranjeiras
- Gruta das Pombas
- Gruta das Teias
- Gruta das Torres
- Gruta de São Mateus
- Gruta Detrás do Cabeço
- Gruta do Altinho
- Gruta do Aniceto Mateus
- Gruta do Cabeço Bravo
- Gruta do Cabeço da Negra
- Gruta do Cabeço
- Gruta do Cabeço do Carvalhal
- Gruta do Caminho da Montanha
- Gruta do Caminho do Mato
- Gruta do Canto
- Gruta do Cão
- Gruta do Capitão
- Gruta do Capitão-Mor
- Gruta do Carregadouro II
- Gruta do Cerrado
- Gruta do Dório
- Gruta do Esqueleto
- Gruta do Frei Matias Oeste I
- Gruta do Frei Matias Oeste II
- Gruta do Frei Matias Oeste III
- Gruta do Furtado
- Gruta do Gabriel
- Gruta do Galeão II
- Gruta do Guindaste
- Gruta do Junçalinho
- Gruta do Lajido do Meio
- Gruta do Mistério da Silveira I
- Gruta do Mistério da Silveira II
- Gruta do Mistério da Silveira III
- Gruta do Poço Novo
- Gruta do Ramal de Santo Amaro
- Gruta do Ruivo
- Gruta do Salazar
- Gruta do Soldão
- Gruta do Sumidouro
- Gruta do Tambor Estrada
- Gruta do Tanquinho
- Gruta do Tubarão
- Gruta do Zé Pereira
- Gruta dos Algares
- Gruta dos Arcos
- Gruta dos Azevinhos
- Gruta dos Bodes
- Gruta dos Cogumelos
- Gruta dos Cortiços
- Gruta dos Montanheiros
- Gruta dos Túmulos
- Gruta Grande do Cabeço Bravo
- Gruta Pequena do Cabeço Bravo
- Gruta Tavares de Melo
- Tubo do Rochedo

## Santa Maria
- Furna do Ilhéu do Romeiro
- Furna Velha
- Gruta das Figueiras
- Gruta de Santana

## São Jorge

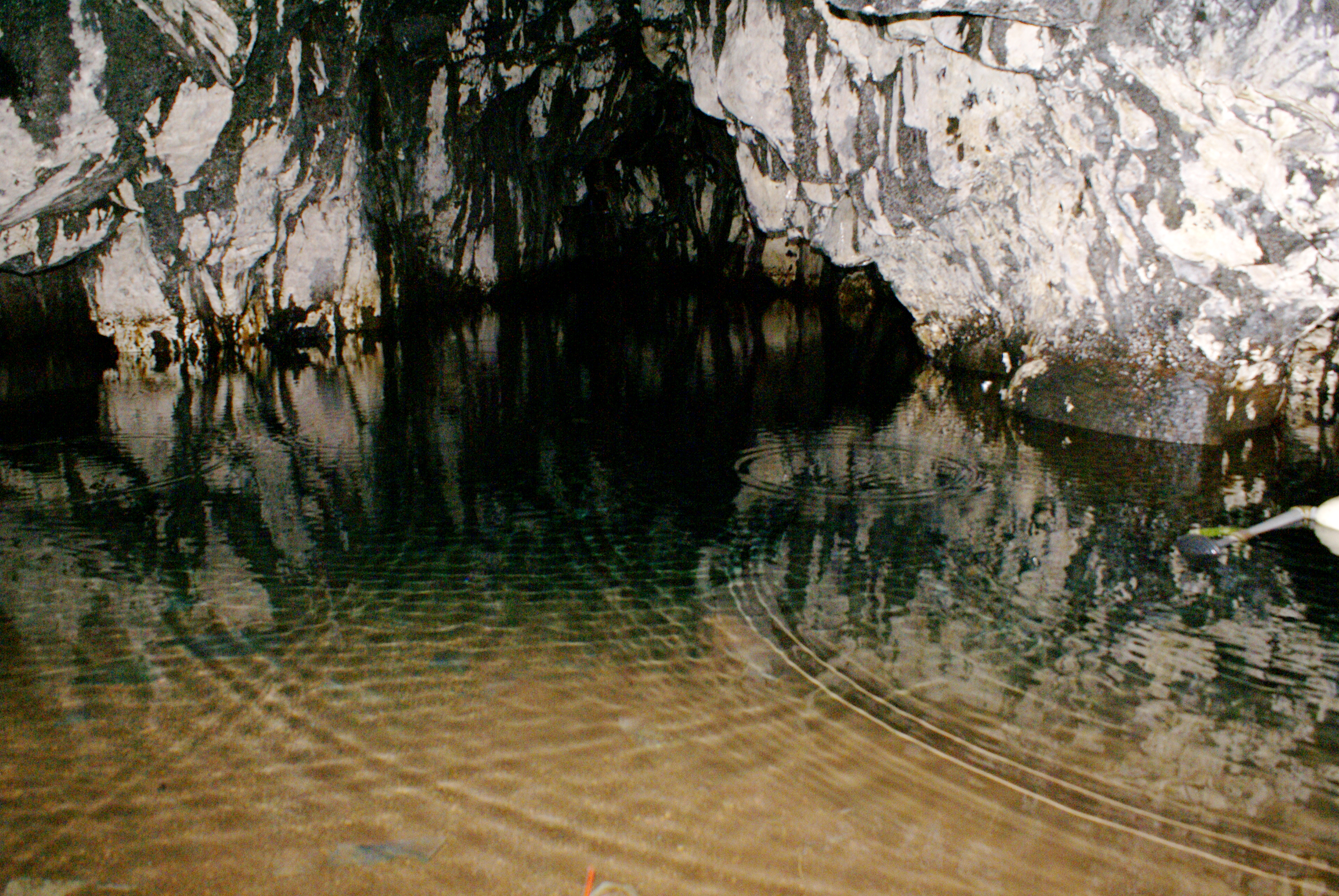
Furna do Poio

- Algar das Bocas do Fogo
- Algar do Morro Pelado
- Algar do Pico da Maria Pires
- Algar dos Suspiros I
- Algar dos Suspiros II
- Furna da Preguiça
- Furna da Recta da Cruz
- Furna da Vigia I
- Furna da Vigia II
- Furna das Pombas
- Furna do Poio
- Furna do Pombal
- Galeria do Toledo
- Gruta da Beira
- Gruta da Canada do Pedroso
- Gruta da Granja
- Gruta da Lomba do Gato
- Gruta da Ribeira do Almeida
- Gruta da Ribeira Seca
- Gruta das Três Bocas
- Gruta do Cerrado dos Algares
- Gruta do Leão
- Gruta dos Encantados
- Grutas do Algar do Montoso

## São Miguel
- Algar da Batalha
- Algar da Ribeirinha
- Algar do Pico Queimado
- Caldeirão
- Fenda do Pico Queimado
- Gruta António Borges
- Gruta da Candelária
- Gruta da Giesta
- Gruta da Lagoa
- Gruta da Manguinha
- Gruta da Nordela
- Gruta da Quinta Irene
- Gruta da Rua do Paim (Carvão II)
- Gruta da Rua João do Rego (Carvão III)
- Gruta da Rua José Bensaúde
- Gruta da Soledade
- Gruta das Arribanas
- Gruta das Escadinhas
- Gruta das Feteiras
- Gruta das Queimadas
- Gruta de Água de Pau
- Gruta de Rabo de Peixe
- Gruta de Santa Clara
- Gruta de São Pedro
- Gruta de Vila Franca
- Gruta do Carvão
- Gruta do Enforcado
- Gruta do Esqueleto
- Gruta do Livramento
- Gruta do Pico da Cruz
- Gruta do Pico do Funcho
- Gruta dos Valados
- Panela da Caloura
- Túnel da Caloura

## Terceira

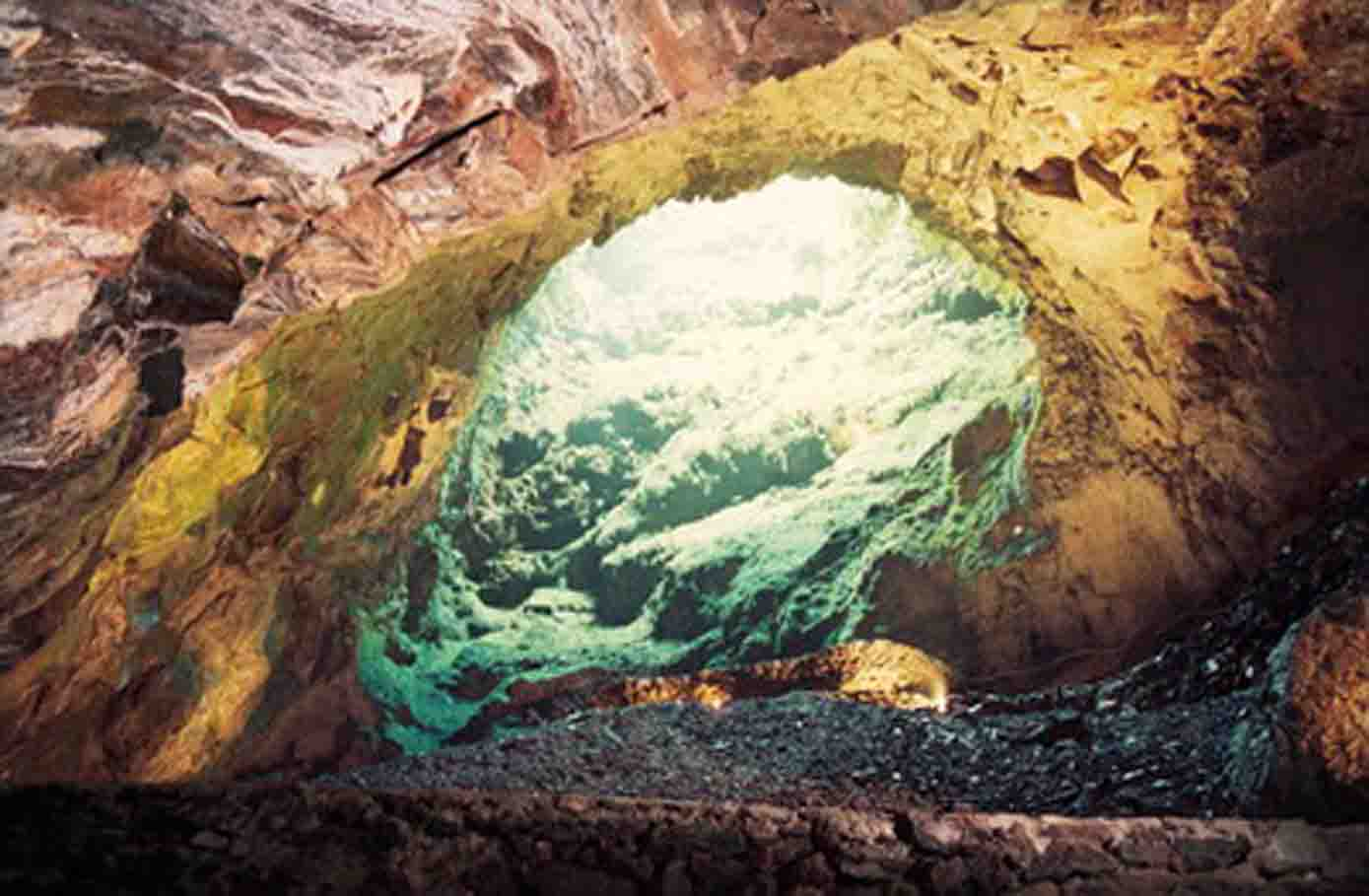
Algar do Carvão

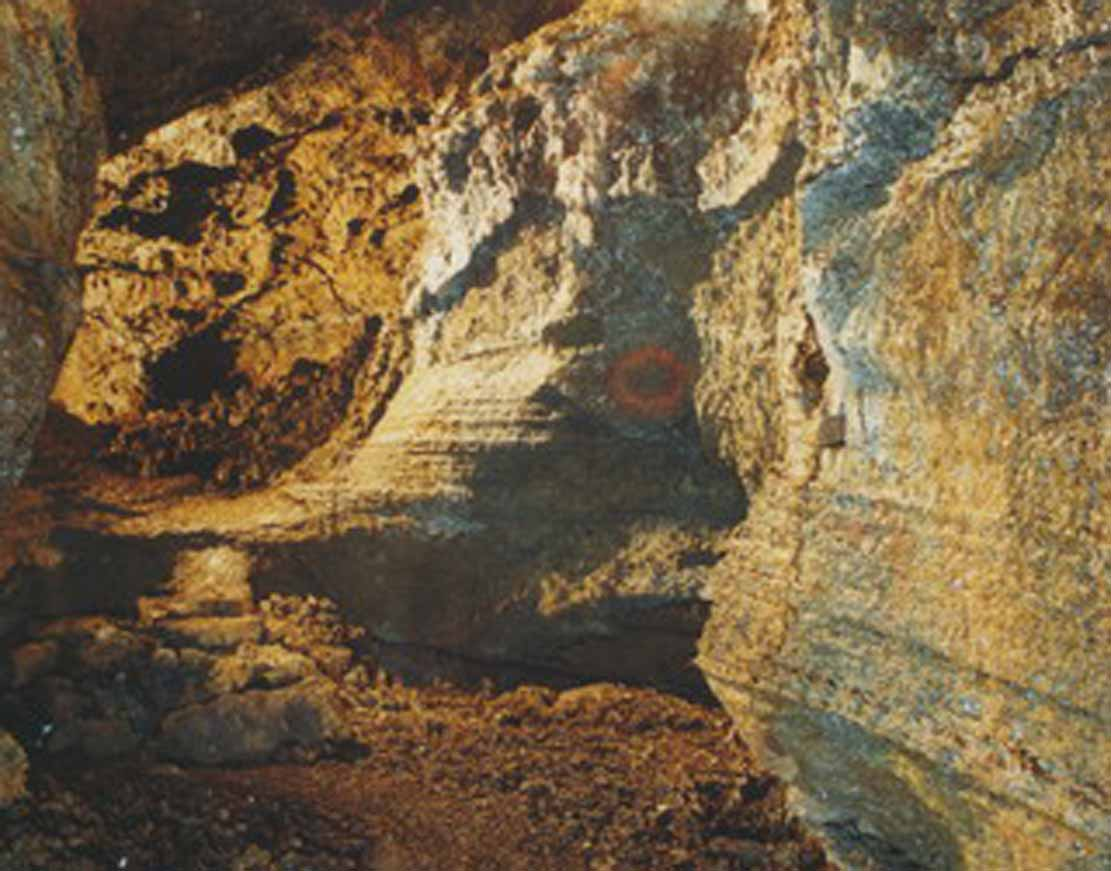
Passage in der Gruta do Natal

- Algar Adérito de Freitas
- Algar da Canada do Laranjo
- Algar das Furnas
- Algar do Biscoitinho
- Algar do Canadão
- Algar do Carvão
- Algar do Chambre
- Algar do Funil
- Algar do João Caldo Quente
- Algar do Juncal
- Algar do Negro
- Algar do Pico Alto
- Algar do Pico do Funil
- Algar do Pico Gaspar I
- Algar do Pico Gaspar II
- Algar dos Funis
- Algar do Mistério
- Algar do Pico das Dez
- Cova do Caldeirão (Sé)
- Cova do Caldeirão (Serreta)
- Fenda do Pico Zimbreiro
- Furna da Bugia
- Furna da Nascente
- Furna da Rua Longa
- Furna das Feiticeiras
- Furna das Pombas
- Furna d' Água
- Furna de Santa Maria
- Furna do Cabrito
- Furna do Frade
- Furna do Poço Negro
- Furna do Portão
- Furna dos Ninhos
- Galeria da Queimada
- Galeria da Ribeira Seca
- Galeria do Fanal
- Galeria do Felisberto Joaquim
- Galeria do Sequeira
- Galerias da Feteira
- Gruta Brisa Azul
- Gruta da Achada
- Gruta da Baía de Vila Maria
- Gruta da Branca Opala
- Gruta da Canada do Laranjo
- Gruta da Cascata
- Gruta da Chamusca
- Gruta da Madre de Deus
- Gruta da Malha
- Gruta da Malha Grande
- Gruta da Santinha
- Gruta da Terra Mole
- Gruta das Agulhas
- Gruta das Cinco Ribeiras
- Gruta das Laranjas
- Gruta das Mercês I
- Gruta das Mercês II
- Gruta de Santa Catarina
- Gruta de Santo António
- Gruta do Alicerce
- Gruta do Baldio
- Gruta do Caldeira
- Gruta do Camarão
- Gruta do Camelo
- Gruta do Cerro I
- Gruta do Cerro II
- Gruta do Cerro III
- Gruta do Chocolate
- Gruta do Coelho
- Gruta do Esqueleto
- Gruta do Golfe
- Gruta do Natal
- Gruta do Pico do Funil
- Gruta do Tanque
- Gruta do Zé Grande I
- Gruta do Zé Grande II
- Gruta dos Balcões
- Gruta dos Buracos
- Gruta dos Morros da Azenha
- Gruta dos Principiantes
- Gruta dos Ratões
- Gruta dos Ratos
- Gruta Pequena
- Tubo I do Monte Brasil
- Tubo II do Monte Brasil